# جعفر أباد (غيفان)
جعفر أباد (بالفارسية: جعفرآباد) هي قرية تقع في إيران في قسم غیفان الريفي. يقدر عدد سكانها بـ 130 نسمة بحسب إحصاء 2016.